# Winfried Köhler
Winfried Köhler (* 28. April 1930 in Leipzig) ist ein deutscher Architekt und Projektmanager, welcher in Koblenz lebt. 

## Leben
Er war u. a. in Südafrika als selbständiger Architekt im Wohnungsbau tätig und leitete viele Jahre die Anlage eines Marinehafens in Malaysia. Der deutschen Öffentlichkeit wurde Köhler als Zeitzeuge eines Lebens in vier deutschen politischen Systemen (Weimarer Republik, NS-Zeit, DDR, Bundesrepublik) durch seine 2003 veröffentlichte Biographie „Die Hoffnung gab uns Kraft“ bekannt.
Köhler war 1949 als Abiturient in Leipzig mit elf Freunden wegen der Verteilung von Flugblättern mit der Forderung nach demokratischen Freiheiten verhaftet und von einem sowjetischen Militärgericht in einem Geheimprozess zu 25 Jahren Zwangsarbeit verurteilt worden. Als namenloser „Gefangener 288 J“ saß er sieben Jahre in der Justizvollzugsanstalt Bautzen mit Hungersnöten und psychischer Folter ab. Nach der Entlassung ging Köhler 1956 in den Westen.
Der von ihm verfasste Lebensbericht über ein deutsches Schicksal fand nicht nur wegen der nüchternen Beschreibung der Zeitumstände große Beachtung, sondern auch durch die einmalige Sammlung von Dokumenten, die dem Buch beigefügt ist. Dazu gehören auch Akten aus dem Geheimprozess mit dem Wortlaut des Urteils, das inzwischen von der russischen Justiz im Rehabilitationsverfahren als widerrechtlich aufgehoben worden ist. Die „Kölnische Rundschau“ bezeichnete die Biographie Köhlers als „Quelle, aus der deutsche Lese- und Geschichtsbücher geschöpft werden müssen“.
Seit seiner Haftzeit im Zuchthaus Bautzen hat sich Köhler auch mit religiösen und existentiellen Fragen beschäftigt und umfangreiche Recherchen zu den Quellen des Christentums betrieben. Die Ergebnisse sind in dem 2008 erschienenen Buch „Der mit dem Dogma hadert“ zusammengefasst.

## Schriften
- Die Hoffnung gab uns Kraft. Berlin 2003, ISBN 3-937343-00-8.
- Der mit dem Dogma hadert. Berlin 2008, ISBN 978-3-86805-092-9.